# Martine Chardez
Pour les articles homonymes, voir Chardez.
Martine Chardez (ou Devos-Chardez), née le 24 février 1955 à Watermael-Boitsfort (région de Bruxelles-Capitale) et morte le 6 juillet 2020 à Verviers (province de Liège) est une coloriste de bande dessinée belge.

## Biographie
Martine Devos naît le 24 février 1955 à Watermael-Boitsfort, une commune bruxelloise. Elle fait des études artistiques à l'Institut Bischoffsheim de la Ville de Bruxelles. 

### Mort
Elle meurt le 6 juillet 2020 à Verviers, à l'âge de 65 ans,.

## Publications

### En revues et journaux
- Dans Hello Bédé[7] no 52 en 1990 ;
- Dans Hello Bédé des nos 6 à 13 en 1991.